# Kangarosa
Genre
Kangarosa est un genre d'araignées aranéomorphes de la famille des Lycosidae.

## Distribution
Les espèces de ce genre sont endémiques d'Australie.

## Liste des espèces
Selon World Spider Catalog (version 17.0, 12/04/2016) :
- Kangarosa alboguttulata (L. Koch, 1878)
- Kangarosa focarius Framenau, 2010
- Kangarosa ludwigi Framenau, 2010
- Kangarosa nothofagus Framenau, 2010
- Kangarosa ossea Framenau, 2010
- Kangarosa pandura Framenau, 2010
- Kangarosa properipes (Simon, 1909)
- Kangarosa tasmaniensis Framenau, 2010
- Kangarosa tristicula (L. Koch, 1877)
- Kangarosa yannicki Framenau, 2010

## Publication originale
- Framenau, 2010 : Revision of the new Australian wolf spider genus Kangarosa (Araneae: Lycosidae: Artoriinae). Arthropod Systematics & Phylogeny, vol. 68, no 1, p. 113-142 (texte intégral).